# Mamadou Diabang
Mamadou Diabang (ur. 21 stycznia 1979 w Dakarze) – senegalski piłkarz występujący na pozycji napastnika.

## Kariera klubowa
Diabang karierę rozpoczynał w 1997 roku w klubie ASC Jeanne d’Arc. W 1998 roku trafił do Niemiec, gdzie był graczem amatorskich zespołów SV Atlas Delmenhorst, Rotenburger SV oraz FC Oberneuland. W 2000 roku podpisał kontrakt z Arminią Bielefeld z 2. Bundesligi. W 2002 roku awansował z zespołem do Bundesligi. Zadebiutował w niej 11 sierpnia 2002 roku w wygranym 3:0 pojedynku z Werderem Brema. 17 sierpnia 2002 roku w przegranym 2:6 spotkaniu z Bayernem Monachium strzelił pierwszego gola w Bundeslidze. W 2003 roku, po spadku Arminii do 2. Bundesligi, odszedł z klubu.
Latem 2003 roku Diabang trafił do pierwszoligowego VfL Bochum. Pierwszy ligowy mecz zaliczył tam 2 sierpnia 2003 roku przeciwko VfL Wolfsburg (2:3). W 2005 roku spadł z klubem do 2. Bundesligi. Na początku 2006 roku został graczem innego drugoligowego klubu, Kickers Offenbach. Występował tam przez pół roku, a następnie przeniósł się do ekipy FC Augsburg, także występującej w 2. Bundeslidze. Jej barwy reprezentował przez 2 lata.
W 2008 roku Diabang przeszedł do Austrii Wiedeń. W austriackiej Bundeslidze zadebiutował 26 lipca 2008 roku w wygranym 3:1 meczu z SV Ried. 10 sierpnia 2008 roku w wygranym 3:2 pojedynku z Red Bull Salzburg zdobył pierwszą bramkę w austriackiej Bundeslidze. W 2009 roku zdobył z zespołem Puchar Austrii.
W 2010 roku wrócił do Niemiec, gdzie został graczem drugoligowego klubu VfL Osnabrück. Następnie grał w SC Lüstringen i VfB Lübeck.
| Sezon   | Klub              | Kraj    | Rozgrywki     | Mecze | Bramki |
| ------- | ----------------- | ------- | ------------- | ----- | ------ |
| 2000/01 | Arminia Bielefeld | Niemcy  | 2. Bundesliga | 8     | 0      |
| 2001/02 | Arminia Bielefeld | Niemcy  | 2. Bundesliga | 18    | 3      |
| 2002/03 | Arminia Bielefeld | Niemcy  | Bundesliga    | 34    | 10     |
| 2003/04 | VfL Bochum        | Niemcy  | Bundesliga    | 24    | 4      |
| 2004/05 | VfL Bochum        | Niemcy  | Bundesliga    | 11    | 3      |
| 2005/06 | VfL Bochum        | Niemcy  | 2. Bundesliga | 9     | 1      |
| 2005/06 | Kickers Offenbach | Niemcy  | 2. Bundesliga | 13    | 8      |
| 2006/07 | FC Augsburg       | Niemcy  | 2. Bundesliga | 13    | 1      |
| 2007/08 | FC Augsburg       | Niemcy  | 2. Bundesliga | 27    | 3      |
| 2008/09 | Austria Wiedeń    | Austria | Bundesliga    | 21    | 4      |
| 2009/10 | Austria Wiedeń    | Austria | Bundesliga    | 26    | 3      |
| 2010/11 | VfL Osnabrück     | Niemcy  | 2. Bundesliga | 12    | 1      |
| 2011/12 | SC Lüstringen     | Niemcy  | Oberliga      | 15    | 17     |
| 2011/12 | VfB Lübeck        | Niemcy  | Regionalliga  | 16    | 3      |
| 2012/13 | VfB Lübeck        | Niemcy  | Regionalliga  | ?     | ?      |
| 2013/14 | VfB Lübeck        | Niemcy  | Regionalliga  | 3     | 0      |

## Kariera reprezentacyjna
W reprezentacji Senegalu Diabang zadebiutował w 2001 roku. W latach 2001–2003 rozegrał w niej sumie 7 spotkań.